# Bure Holmbäck
Den här sidan handlar om litteraturvetaren. För jägmästaren Bure Holmbäck, se Bure Holmbäck (jägmästare).
Magne Bure Otto Holmbäck, född 18 mars 1923 i Fjällsjö i Ångermanland, död 1 oktober 2013 i Täby, var en svensk  litteraturvetare, författare och radioproducent. Han var son till skogs- och industrimannen Bure Holmbäck och dennes maka Ellen, född Lindeberg.

## Biografi

### Uppväxt och studier
Bure Holmbäck flyttade 1927 som fyraåring med sina föräldrar till Luleå där han växte upp. I en uppsats från 2008 tecknar Holmbäck hågkomster från sin barn- och ungdomstid i staden. Hans minnen härrör främst från tonårstiden, bland annat om livet som läroverkselev. Hågkomster om miljö och människor får ett reflekterande djup genom att Holmbäck knyter an till äldre tiders Norrbottensresenärer och skildrare, därtill stimulerad av minnet från sin egen fars intresse för dessa resenärer. Bure Holmbäck avlade studentexamen 1942 vid Luleå högre allmänna läroverk.

### Karriär
Efter utbildning till reservofficer vid kavalleriet, naturvetenskapliga studier samt skogs- och industripraktik studerade han vid Uppsala universitet. Där blev han 1969 filosofie doktor på avhandlingen Det lekfulla allvaret, om Hjalmar Söderbergs roman Den allvarsamma leken och senare docent i litteraturvetenskap. Biografin Hjalmar Söderberg, ett författarliv utgavs 1988 och genreundersökningen Limerickboken 1990. 
Holmbäck var verksam som bibliotekarie vid Kungliga biblioteket 1960–1967. År 1964 blev han 1:e bibliotekarie och biträdande chef för den centrala administrationen.
Han rekryterades 1967 till Sveriges Radio och var verksam där till 1988, bland annat som planeringschef vid radiochefens kansli, kulturchef vid Ljudradion och radioproducent. Hans satiriska byråkratroman Verket utkom 1978. Holmbäck gjorde två dokumentärfilmer för televisionen — en om Skokloster slott (1968) och en om Hjalmar Söderberg (1986). Ensam eller som redaktör har han publicerat ett flertal skrifter i litteraturvetenskapliga, historiska, mediepolitiska och militärhistoriska ämnen.
Bland litteraturvetare var intresset för Hjalmar Söderberg inte överväldigande när Holmbäcks forskning inleddes, och Söderberg var inte hans första val. Han har berättat att hans primära val var Selma Lagerlöf. När han fick veta att en annan forskare hade valt samma ämne sökte han därför ett annat, och kom då fram till Hjalmar Söderberg. Den stora beundran för och kärlek till Söderberg, som Holmbäck utvecklade, kom sålunda till honom sent i livet och han kom att verka som en inspirerande handledare för utländska söderbergforskare, och hjälpte även många svenska litteraturvetare.

### Söderbergsällskapet
Bure Holmbäck tog 1984 initiativet till en utställning om Hjalmar Söderberg på Kungliga biblioteket. Den blev en succé och ovanligt välbesökt. Gensvaret inspirerade honom till att följande år bilda Söderbergsällskapet. Som idérik ordförande ledde han detta sällskap fram till 2000. Han skrev flera av verken i dess skriftserie, och inledde arbetet på att få en staty av Hjalmar Söderberg uppsatt i Stockholm. Drömmen förverkligades vid Söderbergsällskapets 25-årsjubileum 2010, då Peter Lindes staty av Söderberg restes i Humlegården framför Kungliga biblioteket.
Holmbäck var redaktör för Bokförlaget Lind & Co:s pågående utgåva av Hjalmar Söderbergs Samlade skrifter;  medredaktör för "Förvillelser" (del 2),
redaktör för "Martin Bircks ungdom" (del 6) och medredaktör för "Den allvarsamma leken" (del 10).

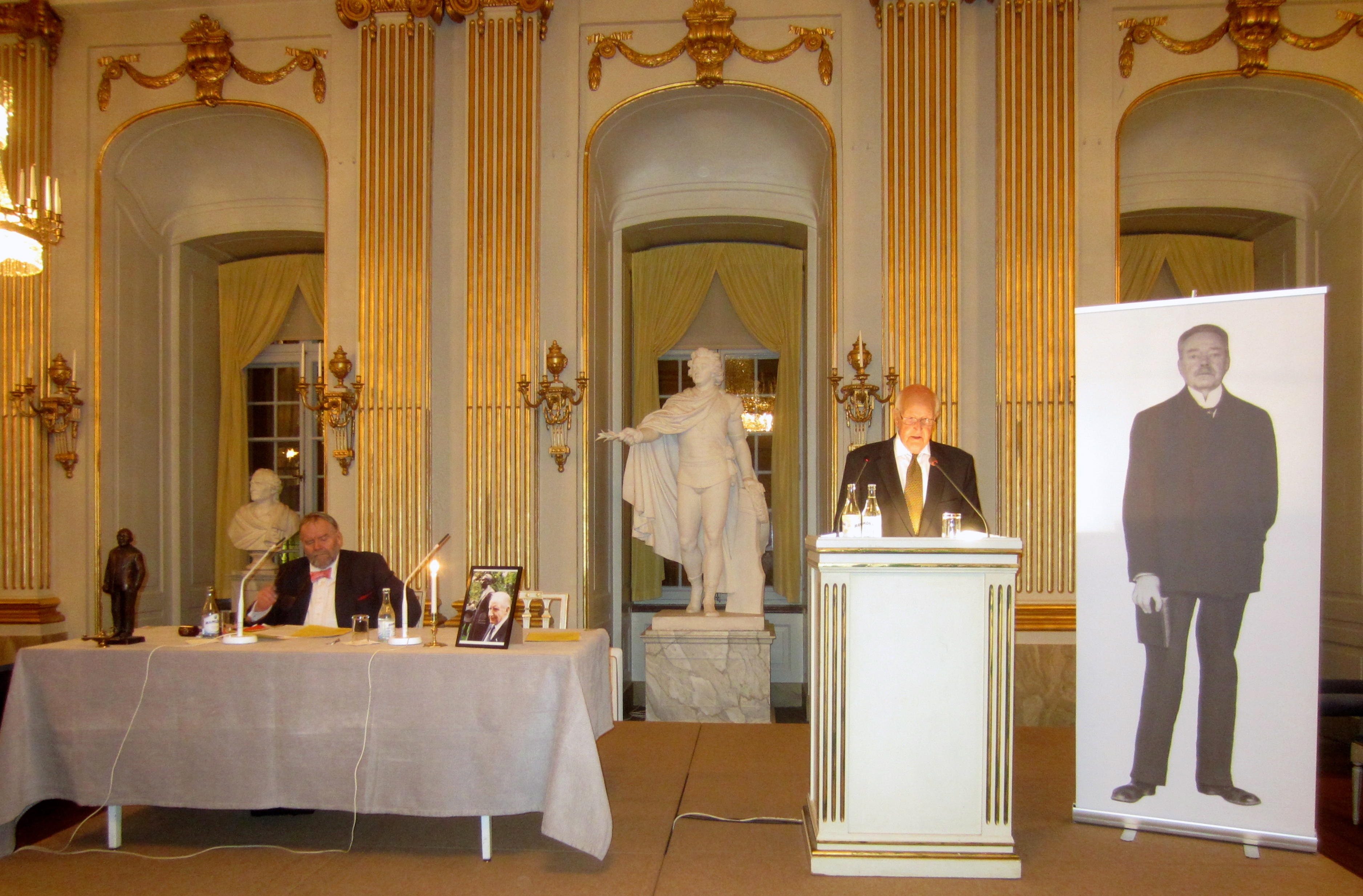
Sven-Gustaf Edqvist håller minnestal över Bure Holmbäck vid Söderbergsällskapets årsmöte i Börssalen den 18 januari 2014.

### Andra engagemang och hedersuppdrag
Under 1970- och 1980-talen bildades många nya litterära sällskap i Sverige. Efterhand blev behovet av en samorganisation på riksplanet uppenbart. Bure Holmbäck var bland de aktivaste tillskyndarna när De Litterära Sällskapens samarbetsnämnd (DELS) skapades 1990. Han var dessutom dess ordförande 1995–1999. Han var även i hög grad initiativtagande vid utgivandet av DELS tidskrift Parnass.
Holmbäck var ledamot av Norrbottensakademien sedan dess stiftande 1988, styrelseledamot 1991–1998 och hedersledamot sedan 1998.

### Utmärkelser från Svenska Akademien
Bure Holmbäck mottog två gånger pris av Svenska Akademien: Axel Hirschs pris 1990 och ett extra pris 2008 ur Akademiens egna medel.